# عصير نوني
عصير النوني هوو عصير يتم استخراجه من ثمرة شجرة موريندا سيتريفوليا الأصلية في جنوب شرق آسيا وأستراليا. لقد تم الترويج له، بشكل غير قانوني في عدة حالات، كعلاج لعدد من الأمراض البشرية. مع ذلك، لا يوجد دليل يدعم أي ادعاءات بشأن الفوائد العلاجية.

## تحذيرات

#### نوني تاهيتي (موريندا، المحدودة)
في 26 أغسطس 1998، أعلن المدعون العامون في أريزونا وكاليفورنيا ونيوجيرسي وتكساس عن تسوية متعددة الولايات مع شركة موريندا، بعد اتهامات بأن الشركة قدمت ادعاءات لا أساس لها في شهادات المستهلكين وغيرها من المواد الترويجية تشير إلى أن عصير نوني تاهيتي الخاص بها يمكن أن يعالج أو يشفي أو يمنع العديد من الأمراض مثل مرض السكري والاكتئاب السريري والبواسير والتهاب المفاصل. مثل هذه الادعاءات جعلت المشروب دواءً جديدًا غير معتمد بموجب قوانين الغذاء والدواء الفيدرالية والولائية ولا ينبغي بيعه حتى يحصل على الموافقة. وبموجب شروط الاتفاق، وافقت شركة موريندا على:
- لا تقدم بعد الآن ادعاءات حول الأدوية، أو ادعاءات بأن المنتج يمكنه علاج أو علاج أو منع أي مرض حتى تتم الموافقة على نوني تاهيتي والموافقة عليه لهذه الاستخدامات من قبل إدارة الغذاء والدواء الأمريكية.
- لا يجوز تقديم أي ادعاءات أخرى، سواء ادعاءات صحية أو غيرها، فيما يتعلق بفوائد نوني التاهيتي ما لم تكن هذه الادعاءات صحيحة وقادرة الشركة على إثبات هذه الادعاءات بأدلة علمية موثوقة.
- لا تستخدم الشهادات التي تشير إلى أن النتائج المعلن عنها هي تجربة نموذجية أو عادية للمستهلكين في ظروف الاستخدام الفعلية، إلا إذا كانت شركة موريندا تمتلك وتعتمد على أدلة كافية تثبت أن النتائج نموذجية أو عادية.

#### ادعاء آخر
في أغسطس 2004، أصدرت إدارة الغذاء والدواء الأمريكية خطاب تحذير إلى شركة فلورا لانتهاكها المادة 201 من قانون الغذاء والدواء ومستحضرات التجميل الفيدرالي، قدمت فلورا اثني عشر ادعاءً صحيًا لا أساس له من الصحة حول الفوائد الصحية المزعومة لعصير النوني كمنتج طبي، مما أدى في الواقع إلى تقييم العصير كدواء. بموجب القانون، فإن هذا يستلزم تقديم جميع الأدلة المتعلقة بالسلامة والتجارب السريرية للعصير الذي يوفر مثل هذه التأثيرات على البشر.
كما أشارت رسالة إدارة الغذاء والدواء إلى:
- غياب الأدلة العلمية على الفوائد الصحية للمواد الكيميائية النباتية الموجودة في النوني سكوبوليتين ودامناكانثال، حيث لم يتم تأكيد أي منهما من حيث النشاط البيولوجي لدى البشر.
- عدم وجود أساس علمي للإدعاءات الصحية التي قدمها اثنان من أنصار عصير النوني، الدكتورة إيزابيلا أبوت والدكتور رالف هاينيكي.[3] أصدرت إدارة الغذاء والدواء خطابين آخرين لنفس أنواع الانتهاكات.[4]

## سميته
أشارت الأبحاث إلى أن الأنثراكينونات الموجودة في جذور النوني وأوراقه وثماره سامة محتملة للكبد والأعضاء الأخرى. في عام 2005، نُشرت حالتان سريريتان وصفتا حالات من التهاب الكبد الحاد الناجم عن تناول عصير النوني التاهيتي. تمت مراجعة تقارير الحالات هذه في عام 2006 من قبل هيئة سلامة الأغذية الأوروبية، والتي ذكرت في البداية أن البيانات المتاحة في وقت تقارير الحالات لم تكن كافية لإثبات علاقة سببية بين استهلاك العصير والسمية الكبدية؛ ومع ذلك، اقترح عدد متزايد من تقارير الحالات اللاحقة أن بعض الأفراد قد يكونون حساسين بشكل خاص للتأثيرات السامة للكبد لمنتجات فاكهة النوني. نصح المركز الوطني الأمريكي للصحة التكميلية والتكاملية بعدم تناول منتجات النوني إذا كان لدى الشخص تاريخ من اضطرابات الكبد.
ظلت احتمالية السمية الناجمة عن عصائر النوني تحت المراقبة من قبل هيئة سلامة الأغذية الأوروبية، وسلطات سلامة الأغذية الفردية في فرنسا، وفنلندا  وأيرلندا، والمحققين الطبيين في ألمانيا. كما قد تحتوي منتجات النوني على كميات عالية من البوتاسيوم، مما أدى إلى إصدار نصيحة مفادها أن الأشخاص الذين يتبعون نظامًا غذائيًا مقيدًا بالبوتاسيوم بسبب مشاكل الكلى يجب أن يتجنبوا استخدام النوني.

## المطالبات الطبية
على الرغم من أن ممارسي الطب البديل يروجون لنباتات النوني وعصائرها كعلاج لعدد من الأمراض البشرية بما في ذلك فيروس نقص المناعة البشرية وأمراض القلب والسرطان، إلا أن الجمعية الأمريكية للسرطان خلصت إلى أنه لا يوجد دليل سريري موثوق به على أن عصير النوني فعال في الوقاية من السرطان أو علاجه أو أي مرض آخر لدى البشر.